# Convenção de Viena para a Proteção da Camada de Ozônio
A Convenção de Viena para a Proteção da Camada de Ozônio é um acordo ambiental multilateral assinado em 1985 que forneceu estruturas para reduções internacionais na produção de clorofluorocarbonetos devido à sua contribuição para a destruição da camada de ozônio, resultando em uma ameaça crescente de câncer de pele.

## Contexto

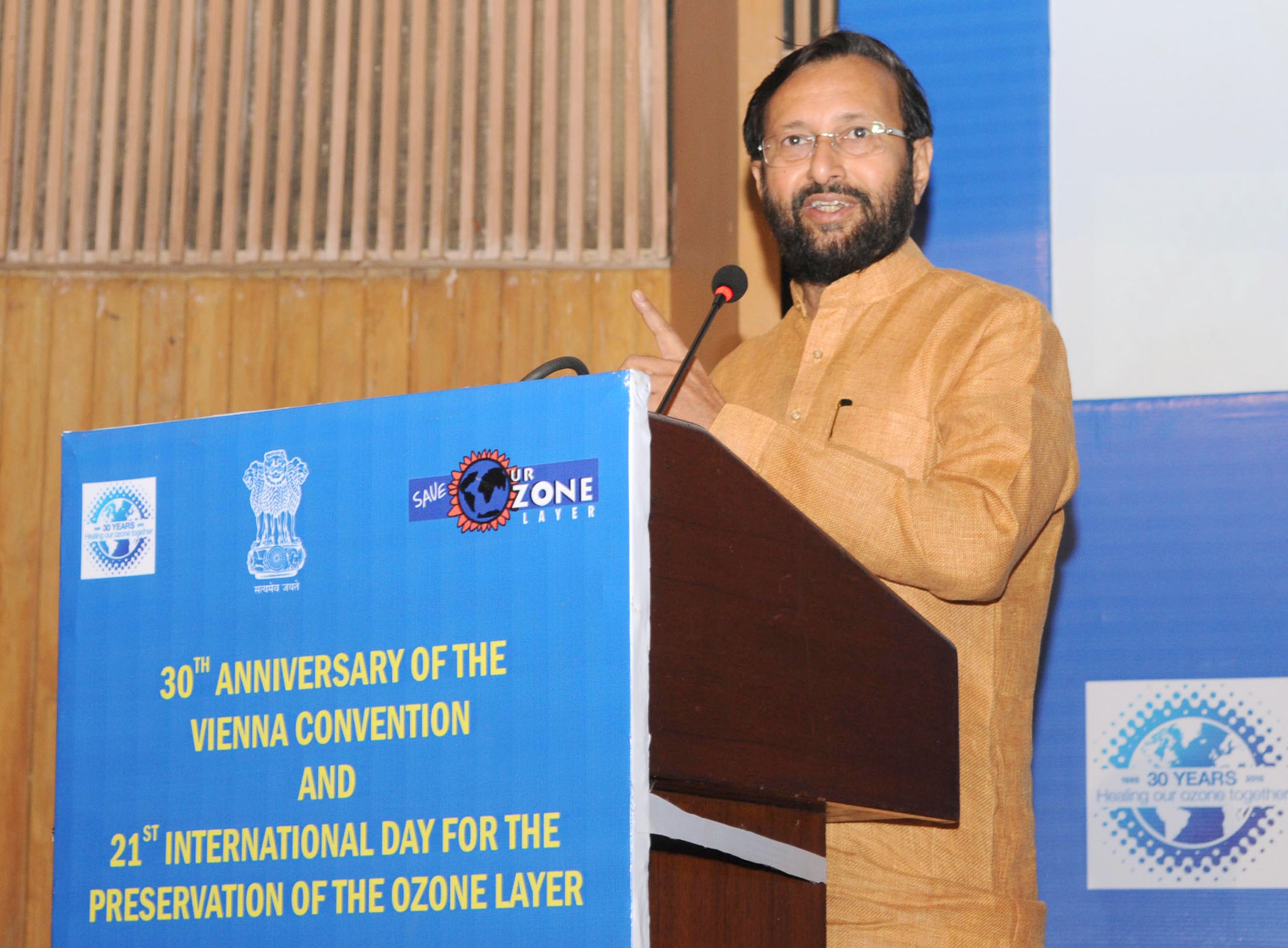
O Ministro Indiano para o Meio Ambiente, Shri Prakash Javadekar, discursando no 30º aniversário da Convenção de Viena para a Proteção da Camada de Ozônio, em Nova Deli, 16 de setembro de 2015

Durante a década de 1970, pesquisas indicaram que os clorofluorcarbonetos (CFCs) produzidos pelo homem reduzem e convertem as moléculas de ozônio na atmosfera. Os CFCs são moléculas estáveis compostas de carbono, flúor e cloro, utilizadas amplamente em produtos como refrigeradores. As ameaças associadas à redução do ozônio trouxeram a questão para o centro das discussões globais sobre o clima e ganharam destaque por meio de organizações como a Organização Meteorológica Mundial e as Nações Unidas. A Convenção de Viena foi acordada na Conferência de Viena de 1985 e entrou em vigor em 1988. Ela forneceu a estrutura necessária para a criação de medidas regulatórias na forma do Protocolo de Montreal.
É um dos tratados mais bem-sucedidos de todos os tempos, tendo sido ratificado por 198 Estados (todos os membros das Nações Unidas, bem como a Santa Sé, o Estado da Palestina, Niue e as Ilhas Cook), além da União Europeia. Atua como uma estrutura para os esforços internacionais de proteção à camada de ozônio; no entanto, não inclui metas de redução legalmente vinculativas.

## Disposições
As disposições do tratado incluem o compartilhamento internacional de pesquisas climáticas e atmosféricas. Além disso, exige a avaliação dos efeitos nocivos da diminuição da camada de ozônio e a promoção de políticas que regulem a produção das substâncias prejudiciais. Um dos resultados da Convenção de Viena foi a criação de um painel de especialistas em atmosfera, conhecido como Reunião de Gestores de Pesquisa sobre Ozônio, que avalia pesquisas sobre mudanças climáticas e produz um relatório para a COP.
Atualmente, a COP se reúne a cada três anos e coordena-se com o calendário de uma reunião similar ao Protocolo de Montreal. Uma ala multilateral existe para auxiliar países em desenvolvimento a fazerem a transição de produtos químicos prejudiciais à camada de ozônio, seguindo as diretrizes da convenção, sendo administrado por um secretariado. O grupo já auxiliou milhares de projetos em cerca de 150 países, evitando o uso de aproximadamente 250.000 toneladas de produtos químicos prejudiciais.